# 레이더 건담
레이더 건담(영어: Raider Gundam, 일본어: レイダーガンダム)은  TV 애니메이션 《기동전사 건담 SEED》 시리즈에 등장하는 모빌 슈트(MS)로 분류되는 가공의 유인 조종식 인간형 로봇 병기이다. 지구연합군이 생체 CPU인 "부스티드 맨"용으로 개발한 3기의 건담 중 한 기이다. 클로토 브엘의 탑승기로 극중 후반부터 등장하며, 주인공들과 대립한다. 등쪽의 윙과 안면의 빔 포가 특징인 기체로, 이지스 건담과 같은 계열의 가변형 모빌 슈트로 개발되었다. "레이더"능 영어로 "습격자", "침입자"를 의미한다. 미디어나 관련 상품에서는 "레이더 건담"이라고 호칭되지만, 《기동전사 건담 SEED》 시리즈 작품 내에서는 다른 건담 타입의 모빌 슈트와 마찬가지로 "건담"을 생략하고 "레이더"이라고 호칭된다.

## 같이 보기
- 건담 시리즈의 병기 목록
- 기동전사 건담 SEED